# Fjällskäfte
Fjällskäfte är ett gods och en tidigare småort vid Gålsjön i Floda socken i Katrineholms kommun, Södermanlands län. Fjällskäfte fideikommiss är en gammal egendom med rötter tillbaka till medeltiden, vars historia präglats av två stora ätter: Kagg och Celsing. Den välbevarade herrgårdsmiljön ingår i Flodabygdens Riksintresse för kulturmiljövården.

## Historia

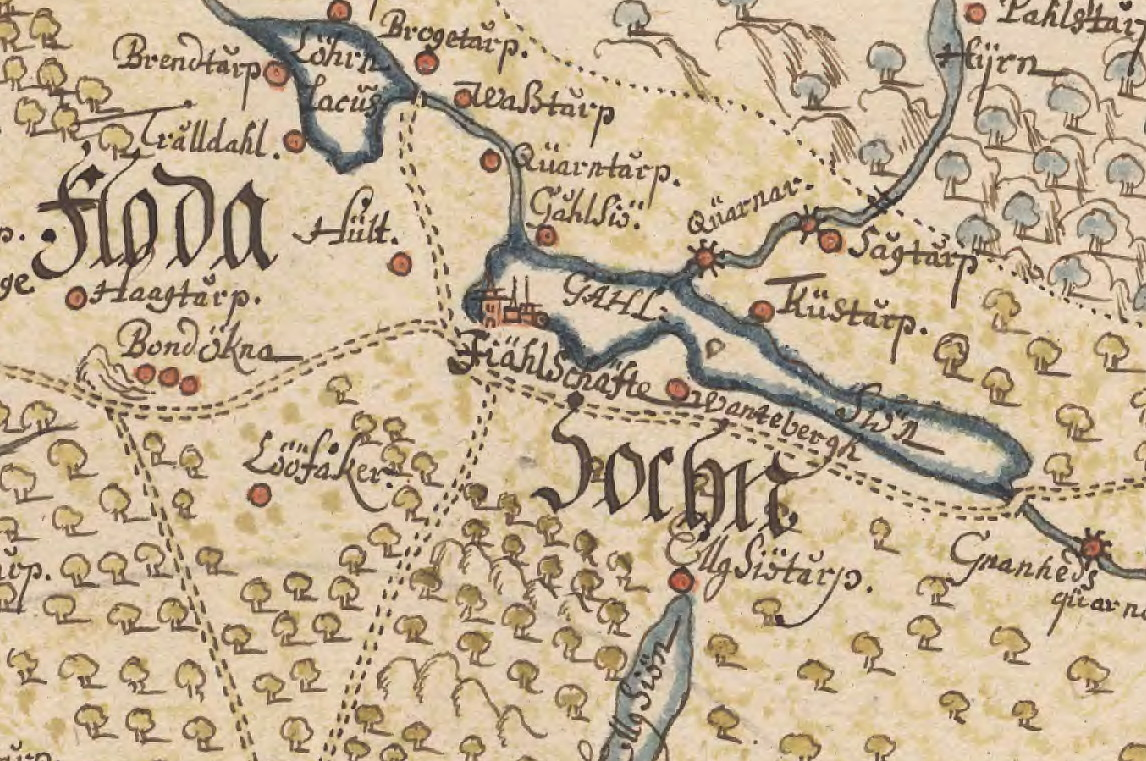
Fjällskäfte, 1677.

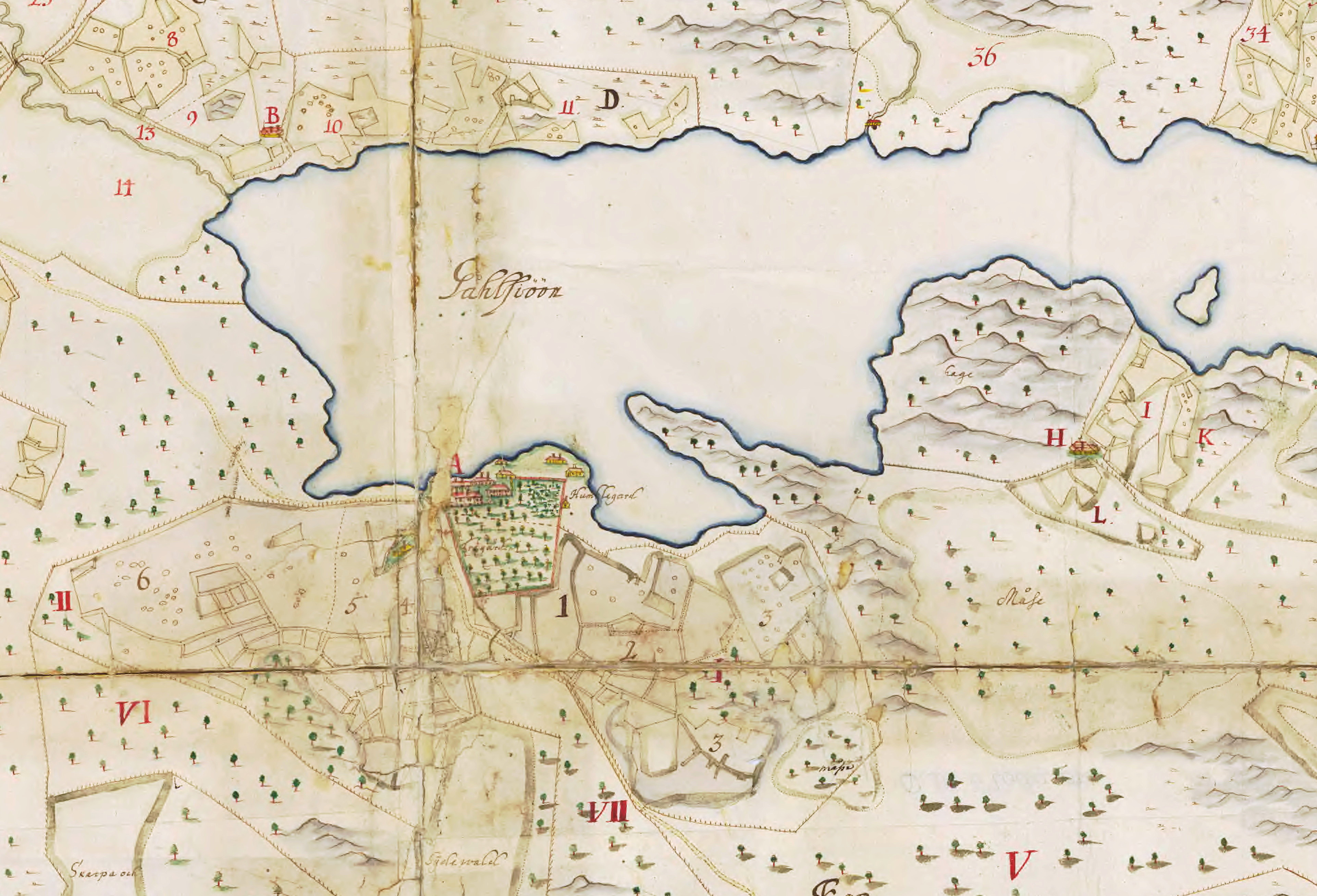
Fjällskäfte, 1688.

Fjällskäfte omnämndes 1347 första gången i skrift där det talas om en jngeldo in fiælaskipte. Den äldste kände ägaren, Ragwald Eriksson, finns dokumenterad i en handling i Riksarkivet från 1399 men omnämns redan 1382 som Ragvald i Fjälskäfte. I gårdens eget arkiv framgår att en Birger Bengtsson (Byrghir Baenctzonsson) var ägare 1409. 
År 1427 var gården ett säteri under Germund Laurensson (Lillie). Han var gift med Ingeborg Svinhufvud. Deras dotter, Britta Germundsdotter Lilja (1430–1484), ärvde egendomen. Hon blev gift med Mattias Erlandsson Kagg (död 1473), häradshövding i Oppunda härad. Efter Britta och Mattias Kagg ärvdes Fjällskäfte 1477 av sonen Nils Mattsson Kagg och sedan av dennes son Mattias Nilsson Kagg. På det viset kom gården in i släkten Kagg.
Under cirka 200 år gick egendomen i arv inom släkten Kagg. Bland annat beboddes gården av fältmarskalken och riksmarsken, Lars Kagg (1595–1661). Släkten Kagg förknippas även med socknens påkostade Floda kyrka som blev den största och präktigaste i Södermanland. Troligen bekostades en del väggmålningar, utförda på 1470-talet av Albertus Pictor, av Britta och Mattias Kagg. Kyrkans mäktigaste byggnadsdel är det Kaggska gravkoret som uppfördes 1667 för Lars Kagg och hans änka Agneta Ribbing efter ritningar av Erik Dahlbergh. Ända fram till 1927 hade ägarna till Fjällskäfte pastoralrätt över Floda kyrka.
År 1680 indrogs egendomen till kronan genom Karl XI:s reduktion. Det blev dock snart enskild egendom igen och ägdes 1756 av Johan Wulfenstjerna (1711–1758), gift med Hedvig Leijel (1719–1763). Den senare inlöste egendomen 1759 och vid hennes död 1763 övergick Fjällskäfte samt det Leijelska Hällefors bruk till hennes bror Henric Leijel. Han ärvde sedermera även Biby och flera andra egendomar. Då han 1782 flyttade till England sålde han hela sitt stora komplex bestående av bruket och gårdar till friherre Gustaf Celsing vilken bildade Fjellskäfte fideikommiss.
Celsing avled ogift och utan barn och Fjällskäfte gick 1789 till brodern Ulric Celsing. Även han dog ogift och den enorma egendomen och förmögenheten fördelades på tre fideikommiss varvid Fjällskäfte 1805 tillföll släkten Ihre som fideikommiss, men återgick genom gifte 1865 igen till släkten Celsing. 1905 var Lars Gustaf Ulrik von Celsing ägare av Fjällskäfte och vid hans död 1925 blev hans bror Herman von Celsing ägare. 1931 övertogs egendomen av dennes bror Ernst Johan Folke von Celsing och 1950 av sonen Fredrik Andreas Folke. Fjällskäfte gods ägs för närvarande (2020) av Gustaf von Celsing (född 1943) med familj.

## Bebyggelsen

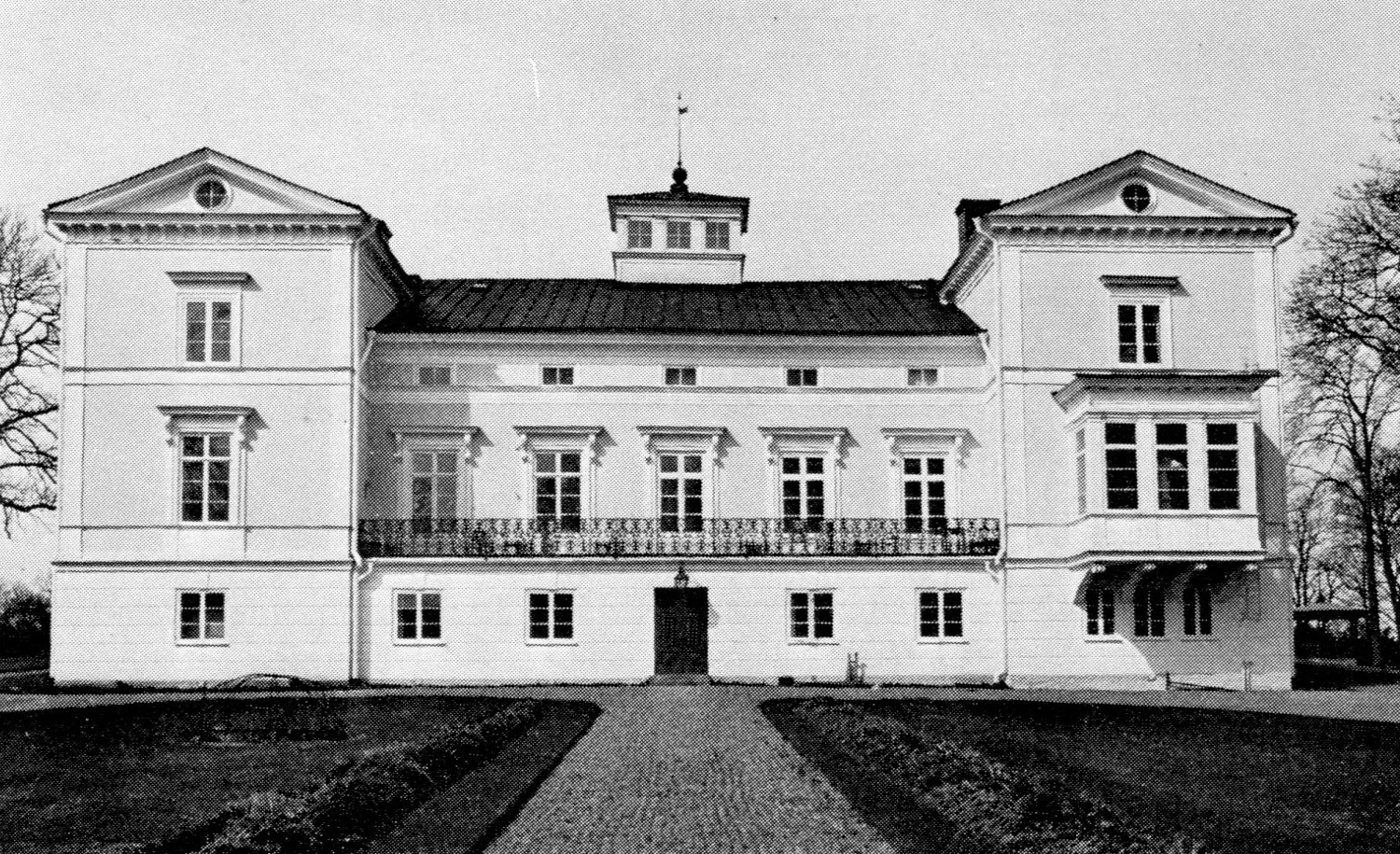
Huvudbyggnaden från sjösidan.

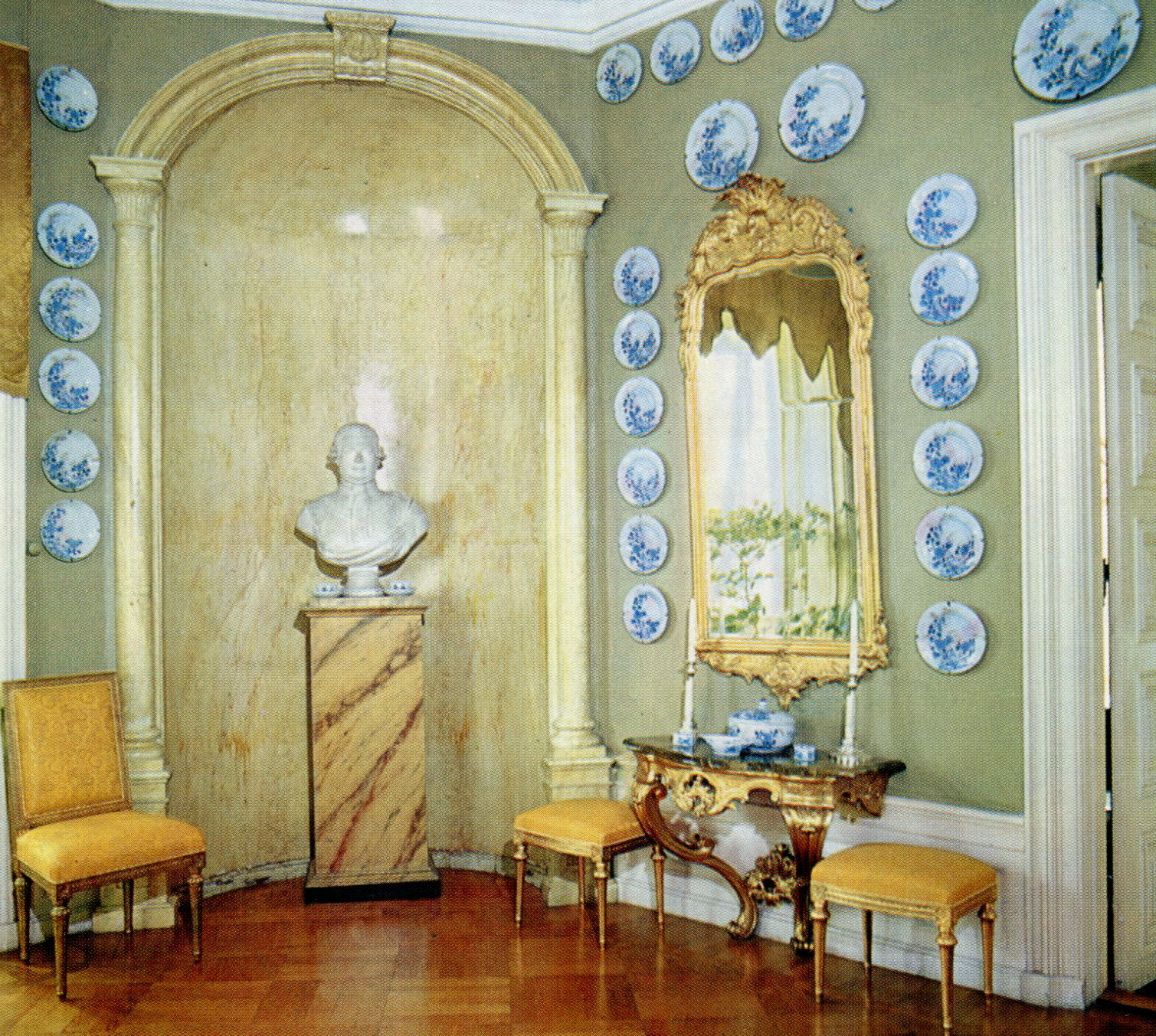
Gula salongen 1967. I nischerna står byster av bröderna Gustaf och Ulric Celsing

Till en början bestod Fjällskäfte av flera gårdar belägna vid sydvästra sidan av Gålsjön. Först under Lars Kagg skapades det stora godset genom köp och byten. Tack vare ett besiktningsprotokoll från 1687 vet man idag hur anläggningen såg ut. Corps de logi var då ett stort timmerhus i två våningar innehållande 16 rum och en murad källare. Dessutom fanns en ”herrebyggning”, två knuttimrade flygelbyggnader i karolinsk stil och ett stort antal ekonomibyggnader. De båda flyglarna beboddes ursprungligen av tjänstepersonal och gäster. När huvudbyggnaden förstördes genom en brand tjänstgjorde den södra flygeln som familjen Celsings bostad och den norra flygeln innehöll köket. De är fortfarande bevarade och flankerar infarten till gårdsplanen.
Nuvarande huvudbyggnad blev färdig 1868 och beställdes av Elisabeth Lovisa von Ihre, född Celsing. Hon anlitade arkitekt Johan Fredrik Åbom att rita det nya huset som gestaltades av honom i sen empirstil. Byggnaden uppfördes i reveterat trä och består av en tvärställd mittendel i en våning med två åt båda sidorna framskjutande flyglar i två våningar. Mittendelens tak kröns av ett litet torn. Mot öster och trädgården framträder husets souterrängvåning, här sluttar marken ner till sjön.
Som gammalt släktgods har Fjällskäfte en omfattande samling av intressanta inventarier från olika sekler. Det finns en porträttsamling, och en vapensamling med jaktvapen, ett stort bibliotek och ett välordnat gårdsarkiv med en stor samling historiska kartor. 
Infarten till gårdsanläggningen från landsvägen domineras av den stora stenladugården (märkt på en stentavla ”Ombyggd År 1872”) och ett rödmålat sädesmagasin  från 1880-talet. Till herrgårdsmiljön hör en rad tidstypiska och arkitektoniskt påkostade byggnader, bland dem ett knuttimmrat lusthus, en statarlänga från 1800-talet, arbetarbostäder från 1900-talet och sentida villor för de anställda. Vid vattnet finns en sjöbod och ett kallbadhus, det senare uppfördes 1910 och har formen av en medeltida miniatyrborg. 
I slutet av 1960-talet omfattade egendomen 4 100 hektar mark, därav odlad mark 390 hektar. På godset bedrivs jord- och skogsbruk, jakt och fiske samt uthyrningsverksamhet.

## Nutida bilder

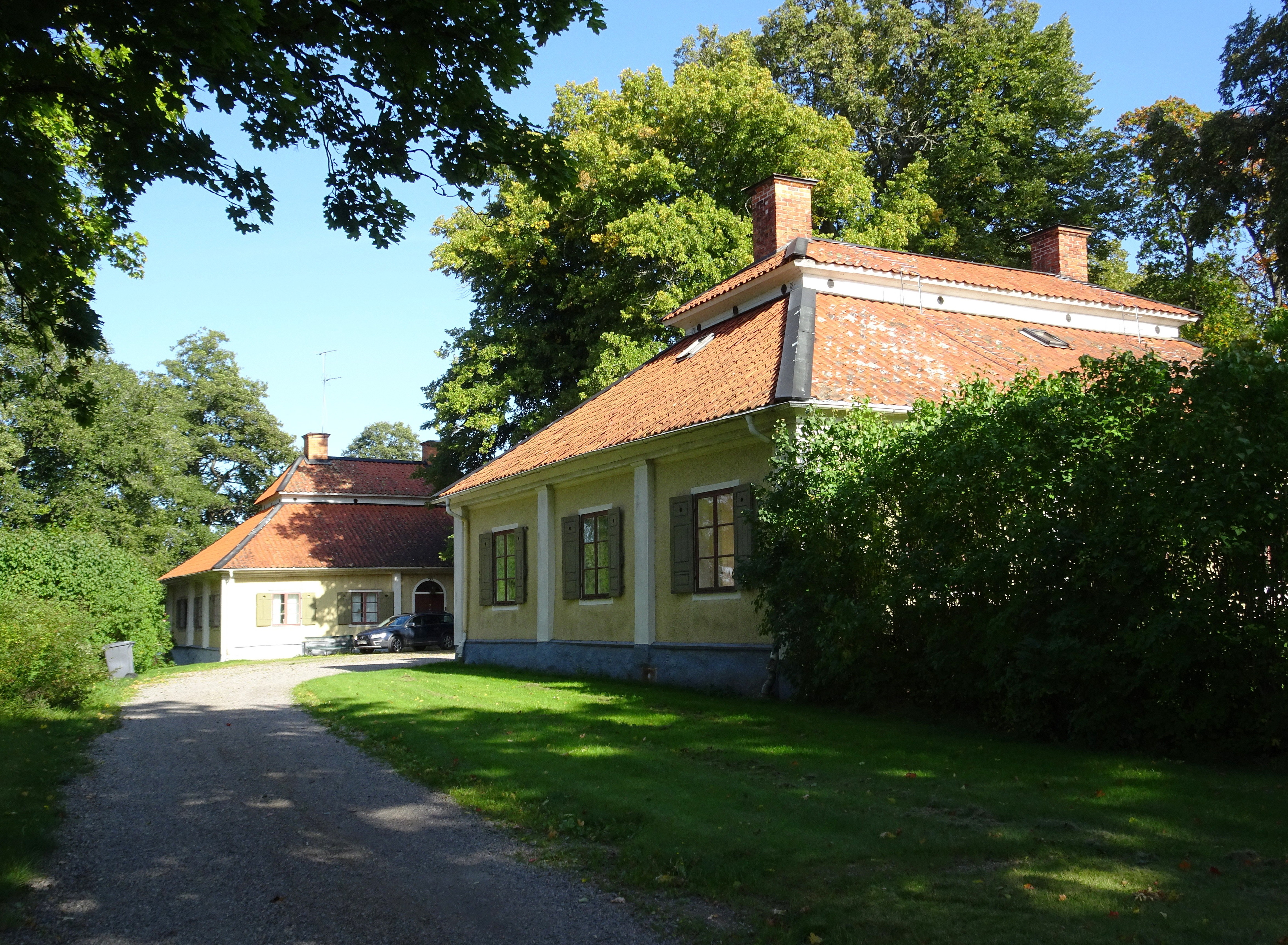
Flyglarna från 1600-talet.
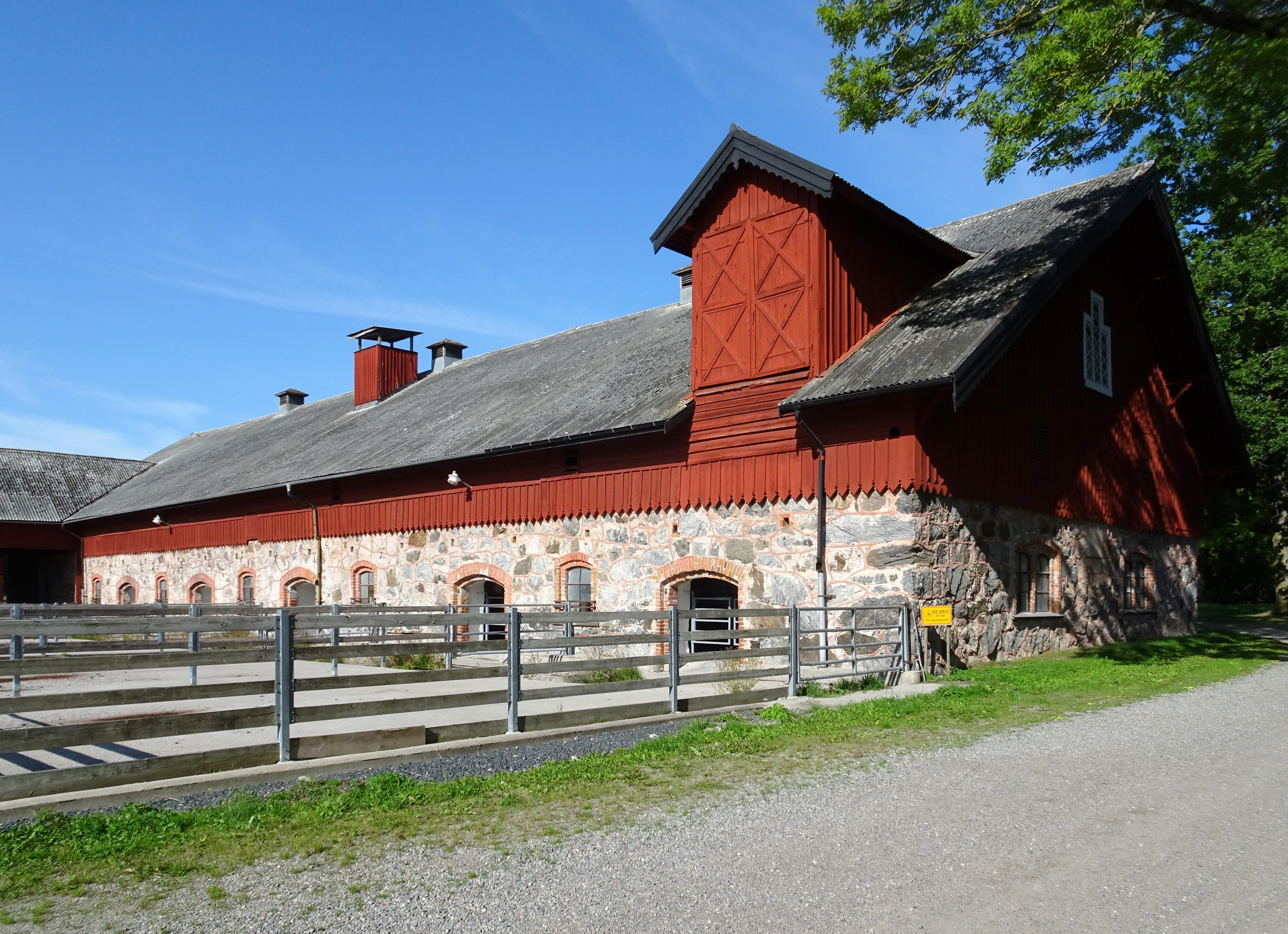
Stenladugården från 1872.
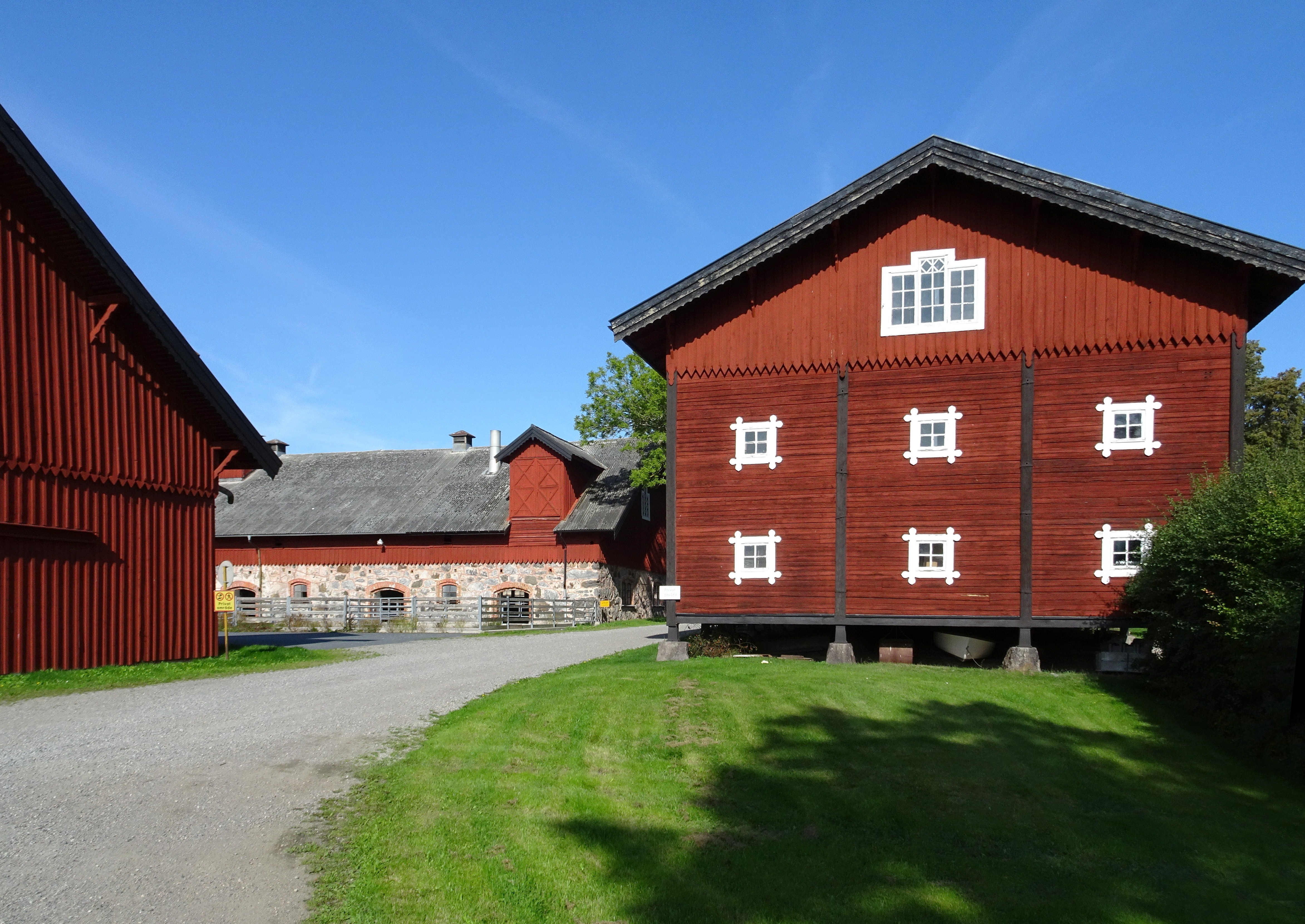
Magasinet från 1880-talet.
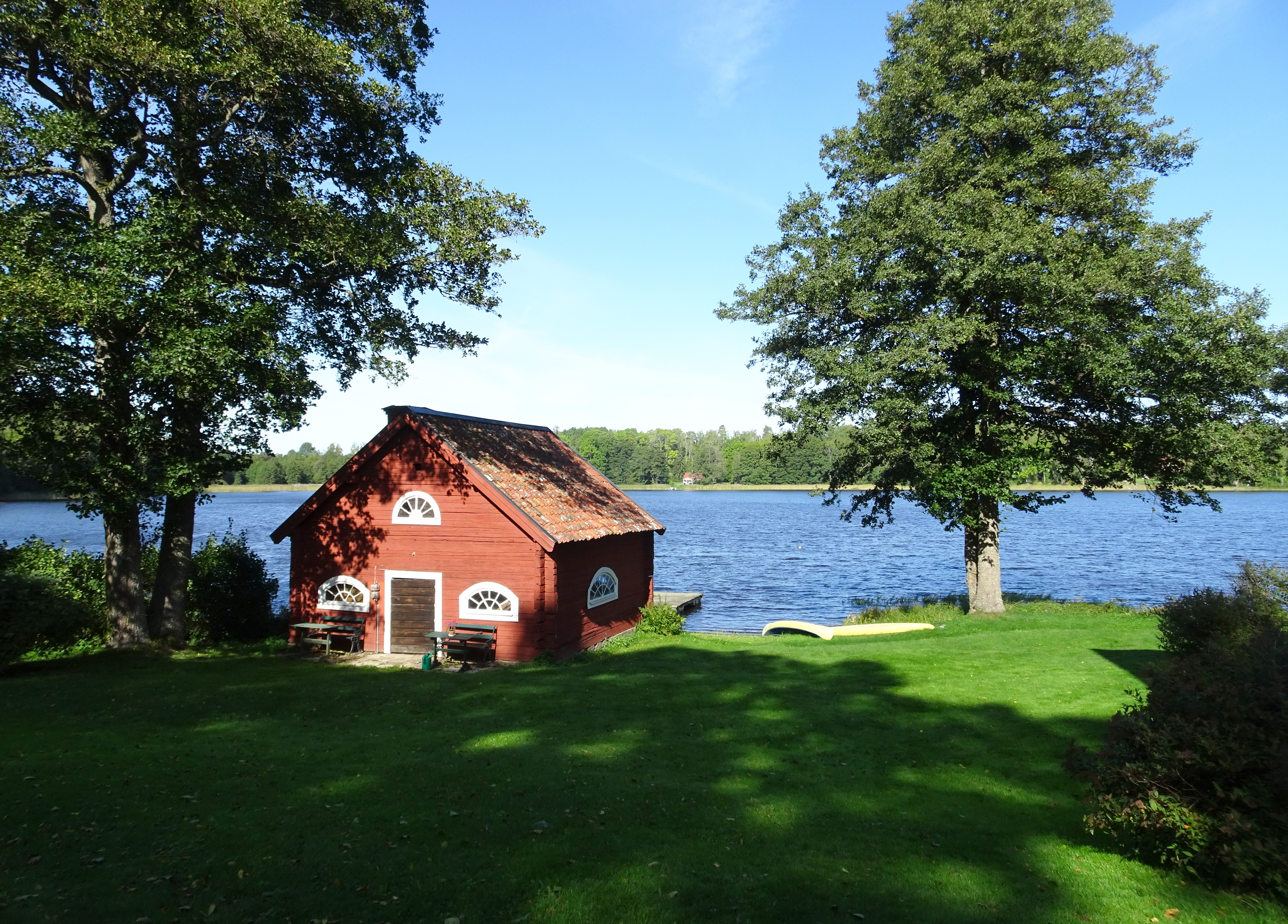
Sjöboden.
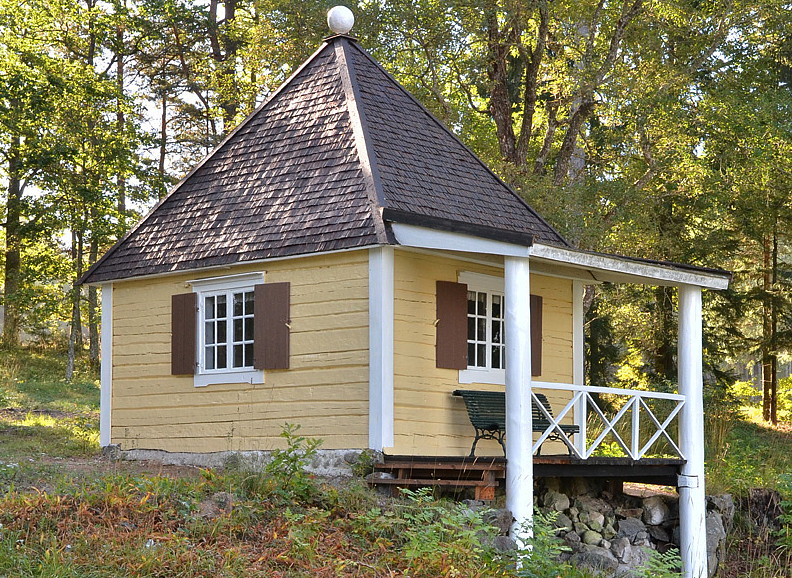
Lusthuset.

## Ägarlängden
- 1399: Ragwald Ericsson
- 1409: Birger Bengtsson
- 1427: Germund Laurensson Lillie
- 1461: Britta Germundsdotter Lilja
- 1477: Nils Mattsson Kagg
- 1511: Mattias Nilsson Kagg
- 1568: Nils Kagg
- 1601: Hans änka och deras barn
- 1630: Lars Kagg
- 1661: Hans änka Agneta Ribbing

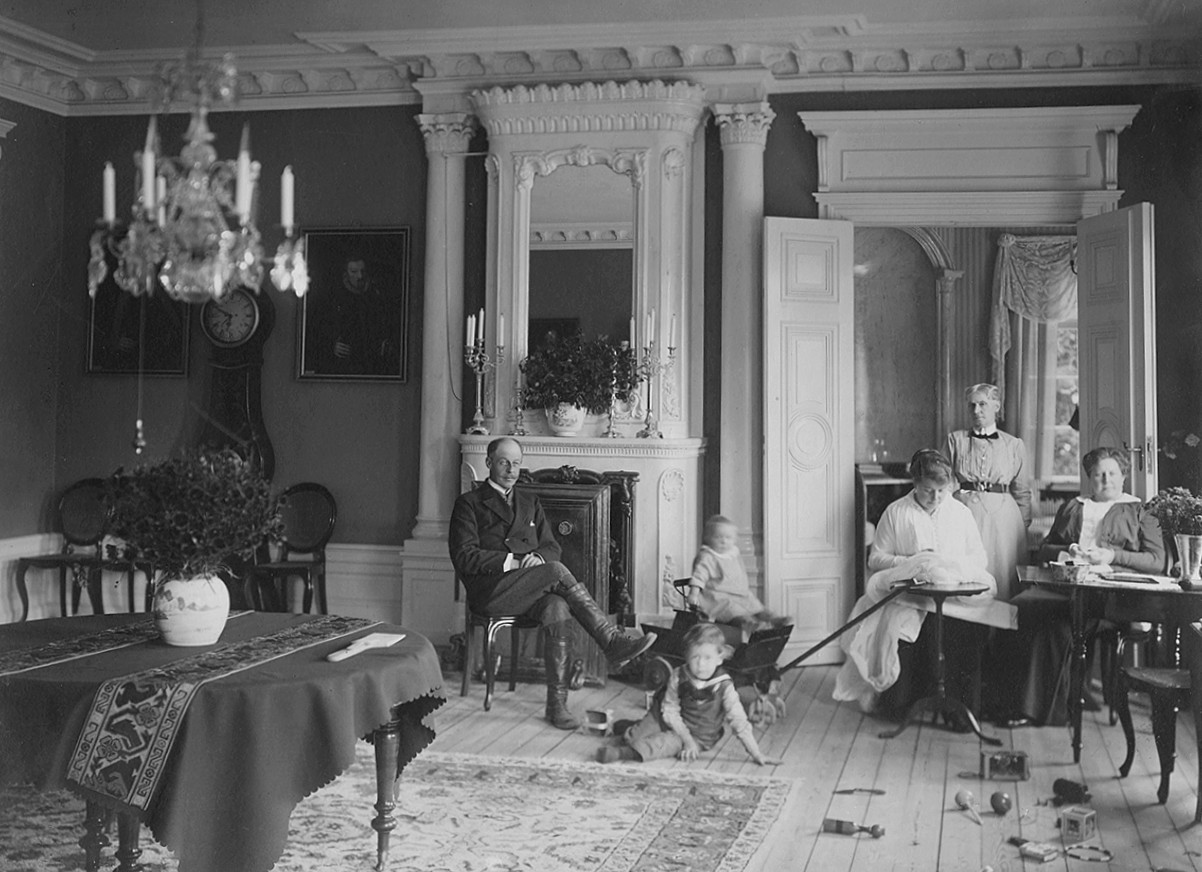
Familjen von Celsing i matsalen sommaren 1917. Från vänster: Lars von Celsing (1867-1925), Fredrik och Lars (söner till Folke, födda 1913 och 1916), fru Margareta född Norström, fröken Selma Pallin och Anna-Stina.

- 1685: Hennes brorson Lennart Persson Ribbing
- 1687: Hans änka Catarina Falkenberg
- 1716: Hennes son Gabriel Ribbing
- 1742: Eleonora Lovisa och Eva Maria Ribbing
- 1756: Johan Wulfenstjerna (genom köp)
- 1759: Hans änka Hedvig Leijel (efter en process)
- 1765: Hennes bror Henric Leijel
- 1782: Gustaf Celsing (genom köp) instiftade fideikommisset
- 1789: Hans bror Ulric Celsing
- 1805: Hans brorsdotter Elisabet Lovisa Celsing
- 1866: Anna Sophia Ihre
- 1905: Lars Gustaf Ulrik von Celsing
- 1925: Arnold Nils Herman von Celsing
- 1931: Ernst Johan Folke von Celsing
- 1950: Fredrik Anders von Folke Celsing
- 2000: Lars Gustaf Fredrik von Celsing

## Referenser

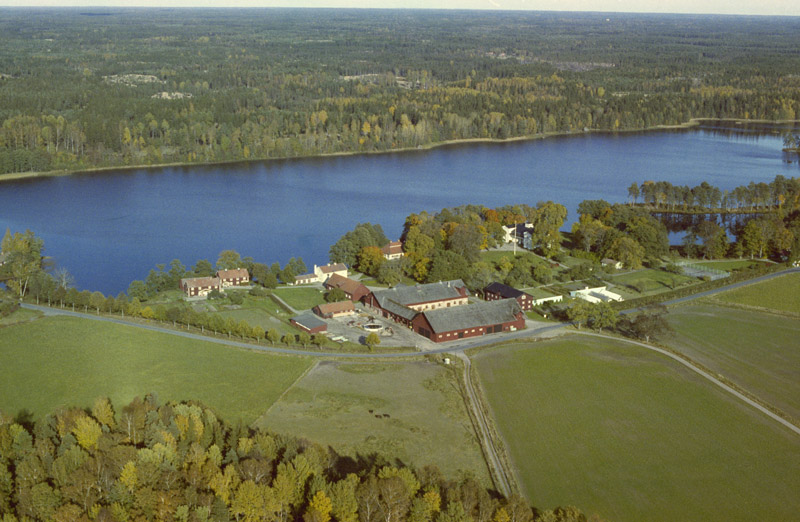
Fjällskäfte och Gålsjön från luften, 1991.